# Conus episcopatus
Conus episcopatus é uma espécie de gastrópode do gênero Conus, pertencente à família Conidae.

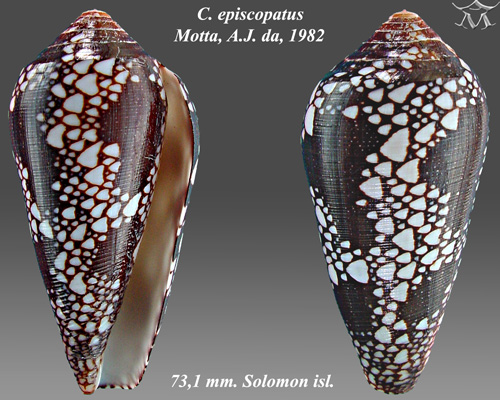
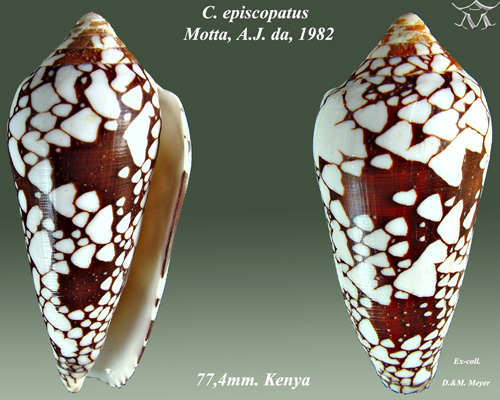
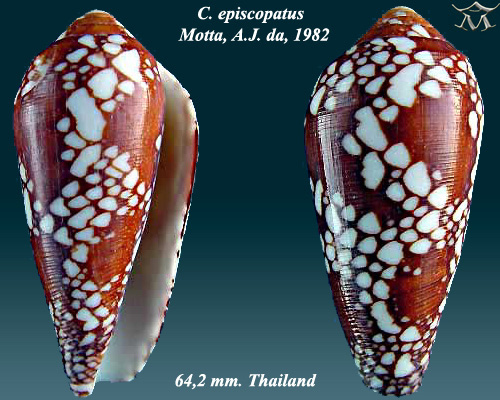
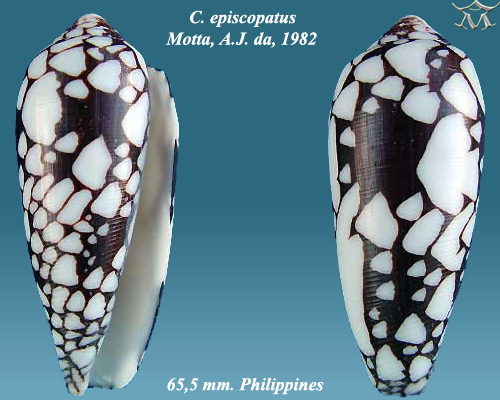